# Леонтей
Леонтей (др.-греч. Λεοντεύς) — персонаж древнегреческой мифологии. Лапиф. Сын Кенея; по другой родословной — сын Корона.
Жених Елены Вместе с Полипетом убил царя Асия. Привёл под Трою 19 кораблей. В «Илиаде» убил 4 троянцев. Всего убил 5 воинов. Сидел в троянском коне.
Возвращаясь из-под Трои, оставил корабли и отправился в Колофон по суше. Леонтей и Полипет основали город Аспенд в Памфилии.